# Бадмаев, Эренцен Лиджиевич
Эренце́н Лиджи́евич Бадма́ев (15 декабря 1918 — 7 августа 1992) — участник советско-японской войны в должности командира стрелковой роты 785-го стрелкового полка 144-й стрелковой дивизии 5-й армии 1-го Дальневосточного фронта, Герой Советского Союза (5.05.1990), майор запаса с 1956 года, подполковник МВД в отставке.

## Биография
Родился 15 декабря 1918 года на хуторе Бальда ныне Сарпинского района Калмыкии в крестьянской семье. Калмык. Окончил 7 классов. Работал счетоводом в селе Садовое, инструктором, заведующим отдела учёта Сарпинского райкома комсомола. Член ВКП(б) с 1939 года.
В Красной армии с 1939 года. В 1942 году окончил Иркутское военно-политическое училище. С июня 1942 года участвовал в боях Великой Отечественной войны.
Участник советско-японской войны 1945 года с 9 августа 1945 года.
К званию Героя Советского Союза представлялся в сентябре 1945 года.
Указом Президента СССР от 5 мая 1990 года за образцовое выполнение боевых заданий командования на фронте борьбы с японскими милитаристами и проявленные при этом мужество и героизм старшему лейтенанту Бадмаеву Эренцену Лиджиевичу присвоено звание Героя Советского Союза с вручением ордена Ленина и медали «Золотая Звезда» (№ 11604).
После войны Э. Л. Бадмаев продолжал службу в армии. С 1956 года майор Бадмаев Э. Л. — в запасе. Работал в Министерстве внутренних дел, подполковник в отставке.
Жил в городе Элисте. Скончался 7 августа 1992 года.

## Подвиг
Командир стрелковой роты 785-го стрелкового полка (144-я стрелковая дивизия, 5-я армия, 1-й Дальневосточный фронт) старший лейтенант Эренцен Бадмаев 9 августа 1945 года с бойцами вверенной ему стрелковой роты, перейдя границу, стремительно атаковал сильно укреплённую японцами высоту Верблюд, расположенную в 20-и километрах севернее города Суйфыньхэ (Северный Китай), овладел дотами и дзотами и водрузил на высоте Красный флаг.
В этом бою воины роты под командованием старшего лейтенанта Бадмаева уничтожили тридцать пять солдат и офицеров противника, захватили две пушки, пять пулемётов, много другой боевой техники.
Преследуя врага, десантниками на танках рота Э. Л. Бадмаева продвинулась в глубь Маньчжурии на 120 километров и в боях под городом Муданьдзян обеспечила продвижение стрелковых подразделений к городу.
Будучи тяжело раненным, старший лейтенант Бадмаев Э. Л. не оставил поля боя до полного выполнения боевой задачи.

## Награды
- Медаль «Золотая Звезда» Героя Советского Союза (№ 11604) (05.05.1990)[1]
- Орден Ленина (05.05.1990)[2]
- Орден Красного Знамени (30.09.1945)[2]
- Орден Отечественной войны I степени
- Орден Красной Звезды (25.07.1945)[2]
- Орден Красной Звезды (05.11.1954)[2]
- Медаль За боевые заслуги (19.11.1951)[2]
- Медаль За победу над Германией в Великой Отечественной войне 1941—1945 гг." (09.05.1945)[2]
- Медаль За победу над Японией (30.09.1945)[2]

## Память
- В Элисте находится мемориальный комплекс Аллея Героев, на котором располагается барельеф Эренцена Лиджиевича Бадмаева.